# Rayon tracteur
 (août 2019).
Si vous disposez d'ouvrages ou d'articles de référence ou si vous connaissez des sites web de qualité traitant du thème abordé ici, merci de compléter l'article en donnant les références utiles à sa vérifiabilité et en les liant à la section « Notes et références ».

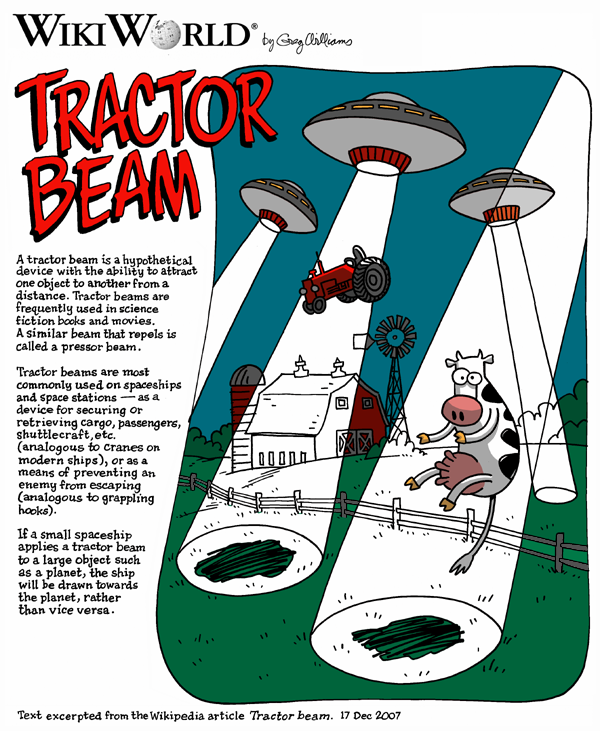
Rayon tracteur, par Greg Williams, pour WikiWorld.

En science-fiction, un rayon tracteur déplace un ou plusieurs objets à distance, comme un grappin géant.
Le terme de rayon tracteur est également utilisé pour décrire des projets de technologies de déplacement d'objet par ultrasons ou par rayonnement éléctrostatique.

## Star Trek
Dans l'univers de fiction de Star Trek, un rayon tracteur manipule la force gravitationnelle pour déplacer les objets à distance.
À l'origine, les vaisseaux de Starfleet en étaient équipés dans le but de pouvoir remorquer un autre vaisseau mais ils ont plusieurs autres usages : retenir un vaisseau qui tente de s'échapper, amener un véhicule auxiliaire qui dérive jusque dans un hangar, repousser des objets pour éviter une collision et une multitude d'autres.
Un rayon tracteur ne peut agripper un vaisseau lorsque les boucliers sont relevés, à moins d'en posséder la fréquence exacte.

## Star Wars
Le même principe est utilisé dans la saga Star Wars, bien que les rayons tracteurs soient surtout utilisés par l'Empire pour capturer ou retenir des vaisseaux ennemis.

## Portal 2
Les « halos d'excursion » de Portal 2 fonctionnent comme des rayons tracteurs.